# 19353 Pierrethierry
19353 Pierrethierry este un asteroid din centura principală de asteroizi.

## Descriere
19353 Pierrethierry este un asteroid din centura principală de asteroizi. A fost descoperit pe 10 martie 1997 la Ramonville-St-Agne de Christian Buil. Asteroidul prezintă o orbită caracterizată de o semiaxă mare de 2,69 ua, o excentricitate de 0,14 și o înclinație de 11,5° în raport cu ecliptica.